# Избори за српског члана Предсједништва Босне и Херцеговине 2014.
Избори за српског члана Предсједништва Босне и Херцеговине 2014. одржани су 12. октобра као дио општих избора у БиХ. Побиједио је Младен Иванић. Број важећих гласова био је 652.602 (92,36%), а неважећих 53.952 (7,64%). Од укупног броја важећих гласова, на редовним бирачким мјестима било их је 631.059 (96,7%), поштом 16.405 (2,51%), у одсуству, путем мобилног тима и у ДКП 4.331 (0,66%), те на потврђеним гласачким листићима 807 (0,12%).

## Резултати
| Кандидат              | Политички субјекат        | Број гласова | %     | Изабран / Није изабран |
| --------------------- | ------------------------- | ------------ | ----- | ---------------------- |
| Младен Иванић         | Савез за промјене         | 317.799      | 48,70 | изабран                |
| Жељка Цвијановић      | СНСД — ДНС — СП           | 310.867      | 47,64 | није изабрана          |
| Горан Змијањац        | Странка праведне политике | 23.936       | 3,67  | није изабран           |
| Укупно важећи гласови | Укупно важећи гласови     | 652.602      | 100   | -                      |
| Неважећи гласови      | Неважећи гласови          | 53.952       | -     | -                      |
| Извор: ЦИК            |                           |              |       |                        |

| Графички приказ‍  | Графички приказ‍  | Графички приказ‍ | Графички приказ‍ | Графички приказ‍ |
| ---------------- | ---------------- | --------------- | --------------- | --------------- |
|                  |                  |                 |                 |                 |
| Младен Иванић    | Младен Иванић    |                 | 317.799         | 48,70%          |
| Жељка Цвијановић | Жељка Цвијановић |                 | 310.867         | 47,64%          |
| Горан Змијањац   | Горан Змијањац   |                 | 23.936          | 3,67%           |